# Ère Yōrō

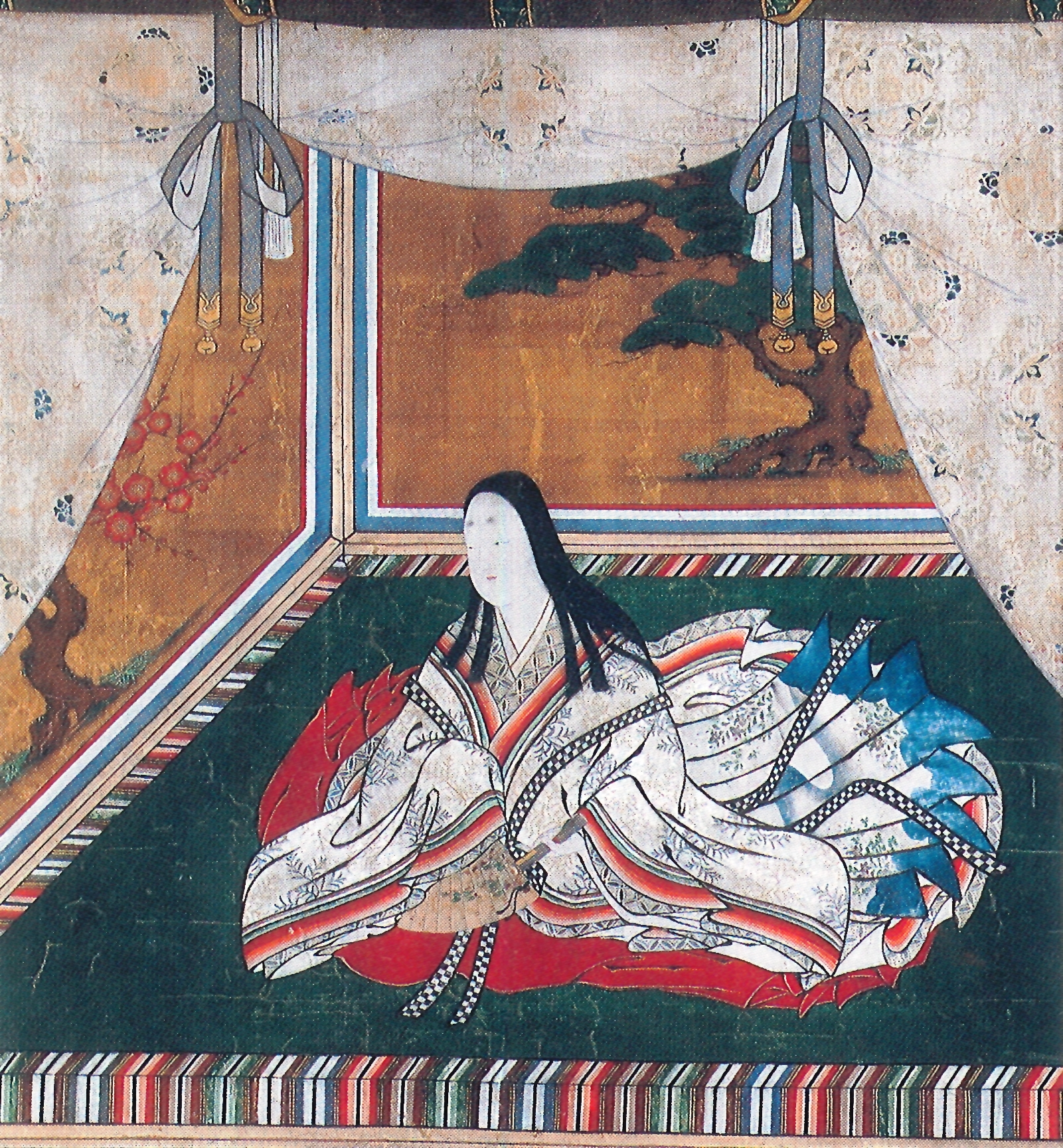
Impératrice Genshō

L'ère Yōrō (養老) est une des ères du Japon (年号, nengō — littéralement « le nom de l'année ») suivant l'ère Reiki et précédant l'ère Jinki. Elle couvre la période allant du mois de novembre 717 au mois de février 724. L'impératrice régnante est  Genshō (元正天皇).

## Changement d'ère
- 717 Yōrō gannen (養老元年?) : Le nom de la nouvelle ère est créé pour marquer un événement ou une suite d'événements. L'ère précédente se termine quand commence la nouvelle, en Reiki 3, le 17e jour du 11e mois de 717[3].

## Événements de l'ère Yōrō
- 717 (Yōrō 1, 3e mois) : Le sadaijin Iso kami Marō meurt à l'âge de 78 ans[4].
- 717 (Yōrō 1, 9e mois) : L'impératrice Genshō voyage dans la province d'Ōmi où elle rencontre les seigneurs de San'indō (en), San'yōdō (en) et de Nankaidō. On la distrait de chants et de danses. Puis elle se rend dans la province de Mino où les seigneurs des régions de Tōkaidō, Tōsandō et Hokurikudō lui rendent les mêmes honneurs et la distraient de la même façon[5].
- 718 (Yōrō 2) : Les révisions et les commentaires du code de Taihō sont publiés et ces changements sont connus collectivement sous le nom de code Yōrō (養老律令, Yōrō-ritsuryō?)[6].
- 721 (Yōrō 5, 5e mois) : Le Nihon Shoki en trente volumes nouvellement complété est offert à l'impératrice[7].
- 721 (Yōrō 5, 5e mois) : L'udaijin Fujiwara no Fuhito meurt à l'âge de 61 ans[8].
- 721 (Yōrō 5, 5e mois) : L'ancienne impératrice Gemmei meurt à l'âge de 61 ans[8].

| Yōrō      | 1re | 2e  | 3e  | 4e  | 5e  | 6e  | 7e  | 8e  |
| Grégorien | 717 | 718 | 719 | 720 | 721 | 722 | 723 | 724 |